# فالنتين مولدافسكي
فالنتين إيجوريفيتش مولدافسكي (باللغة الروسية: Валенти́н И́горевич Молда́вский؛ مواليد 6 فبراير 1992) هو مُقاتل فنون قتالية مختلطة روسي.

## وصلات خارجية
- فالنتين مولدافسكي على موقع بيلاتور (الإنجليزية)
- فالنتين مولدافسكي على موقع شيردوغ (الإنجليزية)
- فالنتين مولدافسكي على موقع Tapology.com (الإنجليزية)
- فالنتين مولدافسكي على موقع فايت ماتريكس (الإنجليزية)
- فالنتين مولدافسكي على موقع إي إس بي إن (الإنجليزية)